# Stazione meteorologica di Mercatello sul Metauro
La stazione meteorologica di Mercatello sul Metauro è la stazione meteorologica di riferimento relativa alla località di Mercatello sul Metauro.

## Coordinate geografiche
La stazione meteorologica si trova nell'area climatica dell'Italia centrale, nelle Marche, in provincia di Pesaro e Urbino, nel comune di Mercatello sul Metauro, a 429 metri s.l.m. e alle coordinate geografiche 43°39′N 12°20′E.

## Dati climatologici
In base alla media trentennale di riferimento 1961-1990, la temperatura media del mese più freddo, gennaio, si attesta a +2,8 °C, quella dei mesi più caldi, luglio e agosto, è di +21,0 °C .
| Mercatello sul Metauro | Mesi | Mesi | Mesi | Mesi | Mesi | Mesi | Mesi | Mesi | Mesi | Mesi | Mesi | Mesi | Stagioni | Stagioni | Stagioni | Stagioni | Anno |
| Mercatello sul Metauro | Gen  | Feb  | Mar  | Apr  | Mag  | Giu  | Lug  | Ago  | Set  | Ott  | Nov  | Dic  | Inv      | Pri      | Est      | Aut      | Anno |
| ---------------------- | ---- | ---- | ---- | ---- | ---- | ---- | ---- | ---- | ---- | ---- | ---- | ---- | -------- | -------- | -------- | -------- | ---- |
| T. max. media (°C)     | 6,5  | 8,2  | 11,5 | 15,9 | 20,7 | 25,2 | 28,4 | 28,6 | 24,1 | 17,8 | 11,9 | 8,3  | 7,7      | 16,0     | 27,4     | 17,9     | 17,3 |
| T. min. media (°C)     | −1,0 | −0,3 | 2,0  | 5,3  | 8,3  | 11,7 | 13,5 | 13,4 | 11,5 | 8,1  | 4,5  | 1,1  | −0,1     | 5,2      | 12,9     | 8,0      | 6,5  |